# Rheomys mexicanus
Rheomys mexicanus är en däggdjursart som beskrevs av George Gilbert Goodwin 1959. Rheomys mexicanus ingår i släktet vattenmöss och familjen hamsterartade gnagare. IUCN kategoriserar arten globalt som starkt hotad. Inga underarter finns listade.
Denna vattenmus förekommer endast i den mexikanska delstaten Oaxaca. Den vistas i skogar vid mindre vattenansamlingar men den undviker stora floder. Skogarna kan ligga i låglandet eller i upp till 2000 meter höga bergstrakter.
Individerna når en kroppslängd (huvud och bål) av 9 till 14 cm och en svanslängd av 9 till 17 cm. Vikten är ungefär 90 gram. Den korta täta pälsen har på ovansidan en brun färg medan buken har en silver färg. Även svansen har en mörk ovansida och en ljus undersida. Ansiktet kännetecknas av små ögon och långa morrhår. De bakre fötterna har delvis simhud mellan tårna och styva hår som ger bättre simförmåga.
Arten vistas på marken eller i vattnet. Den fångar insekter, andra ryggradslösa djur och mindre fiskar. Annars är inget känt om levnadssättet.